# Transferasa
Una transferasa és un enzim que catalitza la transferència d'un grup funcional, per exemple un metil o un grup fosfat, d'una molécula donadora a una altra acceptora. Per exemple, una reacció de transferència és:
A–X + B → A + B–X
En l'exemple, A és el donador i B és l'acceptor; el donador és sovint un coenzim.

## Nomenclatura
La nomenclatura correcta, en sentit estricte, per les transferases és. donador:acceptor grup transferasa. Això no obstant, s'acostumen a usar els noms tradicinals dels enzims, com acceptor gruptransferasa o donador gruptransferasa; per exemple, l'ADN metiltransferasa catalitza la transferència d'un o més metils al DNA, el qual actua d'acceptor.

## Classificació
Corresponen a l'EC 2 en la catalogació mitjançant nombres EC. Les seves subclasses són:
- EC 2.1, inclou enzims que transfereixen grups d'un sol carboni (metiltransferasa)
- EC 2.2, inclou enzims que transfereixen grups aldehid o cetona
- EC 2.3, inclou aciltransferasa
- EC 2.4, inclou glicosiltransferasa
- EC 2.5, inclou enzims que transfereixen grups alquil o aril
- EC 2.6, inclou enzims que transfereixen grups amb nitrogen; (transaminasa)
- EC 2.7, inclou enzims que transfereixen un grup fosfat; (fosfotransferasa, incloent a polimerasa i cinasa)
- EC 2.8, inclou enzims que transfereixen un grupo sulfurat (sulfurotransferasa i sulfotransferasa)
- EC 2.9, inclou enzims que transfereixen grups que contenen seleni